# Ruben Bemelmans
Ruben Bemelmans (* 14. Januar 1988 in Genk) ist ein ehemaliger belgischer Tennisspieler.

## Karriere
Bemelmans war zunächst vor allem auf der Challenger Tour erfolgreich. Das Challenger-Turnier in Wolfsburg gewann er zweimal und auch seinen ersten Doppeltitel feierte er auf deutschem Boden. Zusammen mit Igor Sijsling blieb er beim Turnier in Aachen siegreich. Sein Grand-Slam-Debüt feierte er 2011 in Wimbledon, wo er aber bereits in der ersten Runde ausschied. Zusammen mit Justine Henin wurde Bemelmans Anfang 2011 beim Hopman Cup Zweiter. Im Finale unterlagen sie den US-Amerikanern Bethanie Mattek-Sands und John Isner. Beim ATP-World-Turnier in Los Angeles 2012 gewann Bemelmans seinen einzigen ATP-Titel: Gemeinsam mit Landsmann Xavier Malisse besiegte er die Briten Jamie Delgado und Ken Skupski im Finale der Doppelkonkurrenz in drei Sätzen. Auf der Challenger Tour gewann er insgesamt sechs Einzel- und 13 Doppeltitel. Im Juni 2022 beendete er seine Karriere.
Von 2008 bis 2021 bestritt er 24 Begegnungen für die belgische Davis-Cup-Mannschaft. Dabei gewann er jeweils sieben Einzel- und Doppelpartien bei insgesamt 19 Einsätzen im Einzel und 16 im Doppel.

## Erfolge
| Legende (Anzahl der Siege)  |
| Grand Slam                  |
| ATP World Tour Finals       |
| ATP World Tour Masters 1000 |
| ATP World Tour 500          |
| ATP World Tour 250 (1)      |
| ATP Challenger Tour (19)    |

| ATP-Titel nach Belag |
| Hartplatz (1)        |
| Sand (0)             |
| Rasen (0)            |

### Einzel

#### Turniersiege
| Nr. | Datum            | Turnier       | Belag         | Finalgegner            | Ergebnis       |
| --- | ---------------- | ------------- | ------------- | ---------------------- | -------------- |
| 1.  | 1. März 2009     | Wolfsburg (1) | Teppich (i)   | Stefano Galvani        | 7:65, 3:6, 6:3 |
| 2.  | 27. Februar 2011 | Wolfsburg (2) | Teppich (i)   | Dominik Meffert        | 6:78, 6:4, 6:4 |
| 3.  | 2. November 2014 | Eckental      | Teppich (i)   | Tim Pütz               | 7:63, 6:3      |
| 4.  | 5. April 2015    | Le Gosier     | Hartplatz     | Édouard Roger-Vasselin | 7:66, 6:3      |
| 5.  | 22. Januar 2017  | Koblenz       | Hartplatz (i) | Nils Langer            | 6:4, 3:6, 7:60 |
| 6.  | 14. Februar 2021 | Cherbourg     | Hartplatz (i) | Lukáš Rosol            | 6:4, 6:4       |

### Doppel

#### Turniersiege

##### ATP World Tour
| Nr. | Datum         | Turnier     | Belag     | Partner        | Finalgegner               | Ergebnis          |
| --- | ------------- | ----------- | --------- | -------------- | ------------------------- | ----------------- |
| 1.  | 29. Juli 2012 | Los Angeles | Hartplatz | Xavier Malisse | Jamie Delgado Ken Skupski | 7:65, 4:6, [10:7] |

##### ATP Challenger Tour
| Nr. | Datum              | Turnier      | Belag         | Partner            | Finalgegner                         | Ergebnis          |
| --- | ------------------ | ------------ | ------------- | ------------------ | ----------------------------------- | ----------------- |
| 1.  | 14. November 2010  | Aachen       | Teppich (i)   | Igor Sijsling      | Jamie Delgado Jonathan Marray       | 6:4, 3:6, [11:9]  |
| 2.  | 5. August 2012     | Vancouver    | Hartplatz     | Maxime Authom      | John Peers John-Patrick Smith       | 6:4, 6:2          |
| 3.  | 10. August 2014    | Aptos        | Hartplatz     | Laurynas Grigelis  | Purav Raja Sanam Singh              | 6:3, 4:6, [11:9]  |
| 4.  | 2. November 2014   | Eckental (1) | Teppich (i)   | Niels Desein       | Andreas Beck Philipp Petzschner     | 6:3, 4:6, [10:8]  |
| 5.  | 11. Oktober 2015   | Mons         | Hartplatz (i) | Philipp Petzschner | Rameez Junaid Igor Zelenay          | 6:3, 6:1          |
| 6.  | 8. November 2015   | Eckental (2) | Teppich (i)   | Philipp Petzschner | Ken Skupski Neal Skupski            | 7:5, 6:2          |
| 7.  | 20. April 2019     | Tunis        | Sand          | Tim Pütz           | Facundo Argüello Guillermo Durán    | 6:3, 6:1          |
| 8.  | 22. September 2019 | Glasgow      | Hartplatz (i) | Daniel Masur       | Jamie Murray John-Patrick Smith     | 4:6, 6:3, [10:8]  |
| 9.  | 6. Februar 2021    | Quimper      | Hartplatz (i) | Daniel Masur       | Brandon Nakashima Hunter Reese      | 6:2, 6:1          |
| 10. | 26. September 2021 | Biel         | Hartplatz (i) | Daniel Masur       | Marc-Andrea Hüsler Dominic Stricker | kampflos          |
| 11. | 8. Januar 2022     | Bendigo      | Hartplatz     | Daniel Masur       | Enzo Couacaud Blaž Rola             | 7:62, 6:4         |
| 12. | 5. März 2022       | Turin        | Hartplatz (i) | Daniel Masur       | Sander Arends David Pel             | 3:6, 6:3, [10:8]  |
| 13. | 2. April 2022      | Lugano       | Hartplatz (i) | Daniel Masur       | Jérôme Kym Leandro Riedi            | 6:4, 6:75, [10:7] |